# The NeverEnding Story (singolo)
The NeverEnding Story è una canzone del 1984, interpretata dal cantante britannico Limahl, all'epoca da poco uscito dal gruppo musicale dei Kajagoogoo. Il testo è stato scritto da Keith Forsey, su musica del compositore italiano Giorgio Moroder che ha anche prodotto il brano.
Il brano, uscito come singolo per l'etichetta EMI Records, è il tema portante della colonna sonora del film La storia infinita del 1984.
La prima edizione di Don't Suppose, l'album di debutto di Limahl, non comprendeva ancóra The NeverEnding Story. Solo dopo l'enorme successo del singolo, l'album venne ristampato con The NeverEnding Story in chiusura del lato 1 dell'LP e dell'MC, in sostituzione del brano The Greenhouse Effect.

## La versione in francese
Mentre anche in Francia si opta per una traduzione letterale del titolo del film, L'histoire infinie, per i soli territori francofoni, viene appositamente realizzato un adattamento in francese, chiamato The NeverEnding Story e sottotitolato L'histoire sans fin.

## Il grande successo internazionale
Il singolo ha raggiunto la posizione numero uno in otto paesi, entrando nella Top 5 di altri 17 paesi sparsi nel mondo. Tra le posizioni più alte raggiunte nelle varie classifiche europee: numero 1 in Norvegia e Svezia, numero 2 in Italia (dove resta tuttora il suo più grande successo e l'unico di due soli singoli entrati nella hit parade; l'altro è Love in Your Eyes, il primo estratto dal secondo album, Colour All My Days del 1986, che sale fino al numero 22), Austria e Germania, numero 4 nel Regno Unito. La citata versione in francese (l'unica tradotta) ha raggiunto il numero 7 in classifica in Francia. Da segnalare anche l'ottimo numero 17 ottenuto negli USA nella Billboard Hot 100.

## Versione originale

### Musica e parole
Il brano è composto da Giorgio Moroder, che ne scrive la musica, insieme a Keith Forsey, che ne cura il testo, così come molti altri elementi fortemente orientati al technopop della colonna sonora, non figurano nella versione tedesca del film, le cui tracce musicali sono esclusivamente composte da Klaus Doldinger.
Quanto ai risultati conseguiti soltanto nella madrepatria e oltreoceano, nel 1984, il singolo raggiunge il numero 4 nella Official Singles Chart, riuscendo a piazzarsi in quattro classifiche USA: al numero 6 della cosiddetta Billboard Adult Contemporary (anche nota con la sigla AC); al numero 10 della hit parade dance, la cosiddetta Hot Dance Club Play; e al numero 17 della classifica generale pop, la Billboard Hot 100. Un altro buon piazzamento lo ottiene anche nella versione 12", che raggiunge il numero 23 nella relativa classifica statunitense stilata per i maxi-singoli.
Riferimento diretto al film e al suo titolo, il brano non possiede né un inizio né una fine dai contorni ben delineati. Così come molte canzoni finiscono sfumando (il cosiddetto fade out), il pezzo sceglie lo stesso espediente anche per l'inizio, detto fade in, che consiste nel far iniziare il brano quasi in sordina, alzandone piano piano il volume. Questo doppio accorgimento servirebbe a creare un senso di circolarità, rappresentando così un senso di incompiutezza e di infinito.

## I cori femminili
Attorno alla performance vocale del brano ruotano tre presenze femminili: Beth Andersen canta l'originale in inglese; Ann Calvert presta la sua voce all'adattamento in francese; mentre una terza cantante, Mandy Newton, oltre a comparire nel relativo videoclip, mimandone i cori femminili, fa lo stesso nella maggior parte delle esibizioni promozionali negli USA.

## Il lato B
Quanto al lato B, alcuni formati hanno sul retro "Ivory Tower (Instrumental)", un brano strumentale eseguito dal solo Giorgio Moroder, mentre altri presentano semplicemente una versione strumentale del lato A, "The NeverEnding Story (Instrumental Version)", leggermente più lunga.

## Tracce
Singolo 7 pollici
1. "The NeverEnding Story"
2. "Ivory Tower (Instrumental)" [eseguita da Giorgio Moroder]

Singolo 7 pollici
1. "The NeverEnding Story" (Club Mix) — 6 min 09 s
2. "The NeverEnding Story" (Instrumental Version) — 5 min 28 s

Maxi-singolo 12 pollici
1. "The NeverEnding Story" (12 ins Mix) — 5 min 17 s
2. "The NeverEnding Story" (7 ins Mix) — 3 min 32 s
3. "Ivory Tower (Instrumental)" — 5 min 49 s [eseguita da Giorgio Moroder]

Maxi-singolo 12 pollici
1. "The NeverEnding Story" (12 ins mix) — 5 min 17 s
2. "The NeverEnding Story" (7 ins mix) — 3 min 30 s
3. "Ivory Tower" (Instrumental) by Giorgio Moroder — 5 min 54 s

## Certificazioni
| Paese | Certificazione  | Data             | Vendite accertate |
| ----- | --------------- | ---------------- | ----------------- |
| UK    | Disco d'argento | 1º dicembre 1984 | 200.000           |

## Classifiche
| Paese (1984-1985)           | Posizione più alta |
| --------------------------- | ------------------ |
| Austria                     | 2                  |
| Francia                     | 7 (2 Settimane)    |
| Germania                    | 2                  |
| Giappone                    | 5                  |
| Irlanda                     | 4                  |
| Italia                      | 2                  |
| Norvegia                    | 1 (8 Settimane)    |
| Svezia                      | 1 (2 Settimane)    |
| Svizzera                    | 3                  |
| Official Singles Chart      | 4                  |
| USA Billboard Hot 100       | 17                 |
| USA AC-Adult Contemporary   | 6                  |
| USA Hot Dance Club Play     | 10                 |
| USA Classifica Maxi-singoli | 23                 |

| Classifica annuale finale (1984) | Posizione |
| -------------------------------- | --------- |
| Austria                          | 11        |

## Cover
- 1984 - Elvira in croato, col titolo Priča bez svršetka, testo di Miso Doležal, nell'album Top Ten 2 - Internacionalni Hitovi (Jugoton – LSY-61977), pubblicato in Iugoslavia.
- 2000 - New Found/Glory hanno pubblicato una cover di Never Ending Story nell'EP From the Screen to Your Stereo (Drive-Thru Records – drive-thru #19-V).
- La band power metal italiana Trick or Treat ha inciso una cover di Never Ending Story inserendola come bonus track del loro primo album Evil Needs Candy Too, rimasterizzato nel 2012.
- 2013 - Le E-girls hanno pubblicato una versione in giapponese di The NeverEnding Story (〜君に秘密を教えよう〜), testo di Shoko Fujibayashi (Rhythm Zone – RZCD-59325).
- 2016 - Shooter Jennings featuring Brandi Carlile nell'album Countach (for Giorgio), album tributo a Giorgio Moroder (Black Country Rock – BCR035).